# Fernando de Lucia
Fernando De Lucia (Nápoles, 11 de octubre de 1860 - Nápoles, 21 de febrero de 1925) fue un famoso tenor italiano.

## Biografía
Durante su servicio militar, su voz atrajo la atención por primera vez en una recepción en Caserta. Primero estudió fagot y contrabajo en el Conservatorio de San Pietro a Majella de Nápoles, después estudió canto con Carelli y Lombardi. Debutó como Faust en el Teatro de San Carlos en 1885. Se le comenzó a conocer en papeles de tenor ligero, como el Almaviva de El barbero de Sevilla, pero a partir de 1890 se impuso con los papeles de tenor del nuevo estilo verista, como Turiddu o Canio. Al principio de su carrera frecuentó el Teatro Real de Madrid. En 1889 triunfó en Buenos Aires y Montevideo. En el Metropolitan solo cantó en la temporada 1893/94. En el Covent Garden tuvo un gran éxito en torno al cambio de siglo, y fue el primero en triunfar con Cavaradossi y Rodolfo, cantando en italiano, en aquel teatro. Cosechó grandes éxitos en Milán, París, Barcelona, Madrid, Bruselas, etc.
Participó en el estreno de varios títulos de óperas de estilo verista, sobre todo de Mascagni, como L'amico Fritz  (Roma, 1891), I Rantzau (Florencia, 1892), Silvano (Milán, 1895), e Iris (Roma, 1898), pero también de Umberto Giordano (Marcella, Milán, 1907). 
Entre 1902 y 1922 hizo cerca de 400 registros gramofónicos, que destacan por el reflejo de su tratamiento vivo y espontáneo de las partituras, que constituye un testimonio del estilo operístico de la mitad del siglo XIX.